# Tiaris canorus
Tiaris canorus là một loài chim trong họ Thraupidae.